# Selenocheir sinuata
Selenocheir sinuata är en mångfotingart som beskrevs av Shelley 1994. Selenocheir sinuata ingår i släktet Selenocheir och familjen Xystodesmidae. Inga underarter finns listade i Catalogue of Life.